# Gilo (hardware)
Gilo era il nome in codice di un progetto per un processore Intel che doveva essere l'evoluzione del core Merom per le CPU Core 2 Duo, ma che successivamente è stato poi rimpiazzato dal core Penryn che arrivò sul mercato agli inizi del 2008.
Dopo le prime notizie emerse intorno alla metà del 2005 che lo indicavano come successore di Merom, Intel non rilasciò ulteriori informazioni su Gilo fino al 2007. Quasi certamente il progetto originario si è rivelato troppo ambizioso e l'azienda ha preferito ripiegare su un progetto parallelo e più conservativo invece che ridimensionare Gilo stesso che probabilmente è stato poi rinominato nel tempo in altri progetti successivi. In ogni caso il nome di Gilo riapparve nelle roadmap Intel indicandolo come successore proprio di Penryn, in arrivo a fine 2008. Probabilmente si trattava di un progetto nuovo rispetto a quello originale, che semplicemente ha riutilizzato almeno nelle prime fasi di sviluppo un nome già utilizzato, e poi definitivamente rinominato.

## Caratteristiche tecniche
La caratteristica più importante del nuovo progetto Gilo doveva risiedere nell'architeturra su cui era basato. Dovrebbe infatti essere il primo esponente della nuova architettura Nehalem, specificatamente progettato per l'uso in ambito mobile. Nehalemè stata un'architettura decisamente innovativa per Intel in tutti i settori di mercato, introducendo diverse novità rispetto alla precedente architettura Core dei Core 2 Duo e veniva prodotta mediante processo produttivo a 45 nm.
Le informazioni iniziali davano Gilo come proposto sia in versioni dual core che quad core e in questo senso si sarebbe trattato della prima CPU a 4 core per i sistemi portatili costruita secondo l'approccio a Die Monolitico e dotata, forse, del controller per la memoria RAM integrato (come previsto dall'architettura Nehalem).

## Considerazioni sullo sfruttamento della cache L2
Nei processori dual core e multi core si pone il problema di come sfruttare la grande dotazione di cache L2 e come gestirne l'accesso da parte dei vari core. L'approccio a die singolo cui si è accennato poco sopra è solo uno degli approcci possibili nella realizzazione, e ognuno di questi comporta pro e contro relativamente ai metodi di fruizione di questa preziosa memoria aggiuntiva. Buona parte di questi aspetti è evidenziata nella voce Dual core (gestione della cache), in cui si fa riferimento anche ad altri processori che sfruttano i differenti approcci.

## Nuova piattaforma Centrino
Se fosse arrivato sul mercato, Gilo sarebbe stato alla base dell'ennesima evoluzione della piattaforma Centrino, in particolare delle piattaforme Centrino Pro e Centrino Duo. Tale piattaforma, conosciuta con il nome in codice Calpella, che poi ha sostituito Montevina arrivata nel corso del 2008. 
Data la piattaforma di riferimento, Gilo sarebbe quindi arrivato sul mercato nel corso del 2009, abbinata ad un chipset mobile derivato dalla famiglia desktop Eaglelake.